# (315186) Schade
(315186) Schade est un astéroïde de la ceinture principale aréocroiseur.

## Description
(315186) Schade est un astéroïde aréocroiseur. Il présente une orbite caractérisée par un demi-grand axe de 2,25 UA, une excentricité de 0,30 et une inclinaison de 6,6° par rapport à l'écliptique.

## Compléments